# Harry Spindler
Harry Spindler (* 9. April 1931; † 1992) war ein deutscher Diplomat. Er war Botschafter der DDR in Chile, Kuba, Jamaika, Grenada und Spanien.

## Leben
Spindler wurde als Sohn einer Arbeiterfamilie geboren. Er erlernte den Beruf des Bäckers und Konditors. Spindler war Mitglied der SED und von 1950 bis 1952 FDJ-Funktionär in Sachsen.  Von 1953 bis 1958 studierte er Außenpolitik und Internationale Beziehungen am Staatlichen Moskauer Institut für Internationale Beziehungen. Er schloss sein Studium als Diplomstaatswissenschaftler ab. 1977 promovierte er zum Dr. phil.
Von 1959 bis 1964 war Spindler Mitarbeiter in der Abteilung Internationale Beziehungen des ZK der SED und ab 1964 Mitarbeiter des  Ministeriums für Auswärtige Angelegenheiten der DDR (MfAA). Von 1965 bis 1967 wirkte er als Handelsattaché und von 1970 bis 1971 als Leiter der Vertretung der Kammer für Außenhandel der DDR in Santiago de Chile. Von 1971 bis 1973 war er Botschafter in Chile und anschließend stellvertretender Leiter der Abteilung Lateinamerika im MfAA. Von 1979 bis 1983 war er Botschafter in Havanna, ab 1980 von dort aus auch in Jamaika und ab 1981 auch zusätzlich in Grenada akkreditiert. Von Februar 1986 bis Oktober 1990 war er Botschafter in Madrid.

## Schriften
- Die Völker Lateinamerikas im Kampf um Unabhängigkeit, Demokratie und sozialen Fortschritt. In: Einheit (1961), H. 6, S. 930–945.
- Für eine demokratische Lösung der Krise in der nationalen Politik Kanadas. In: Aus der internationalen Arbeiterbewegung (1962), H. 11, S. 20–21.
- (zusammen mit Eberhard Hackethal): Chile – Land im Aufbruch. In: Einheit XXVII (1972), H. 1, S. 76–83.

## Auszeichnungen
- Vaterländischer Verdienstorden in Bronze (1972)